# Llobera
Llobera est une commune de la comarque du Solsonès dans la province de Lleida en Catalogne (Espagne).

## Géographie
Commune située dans les Pyrénées.